# Sint-Salvatorkapel (Wieze)

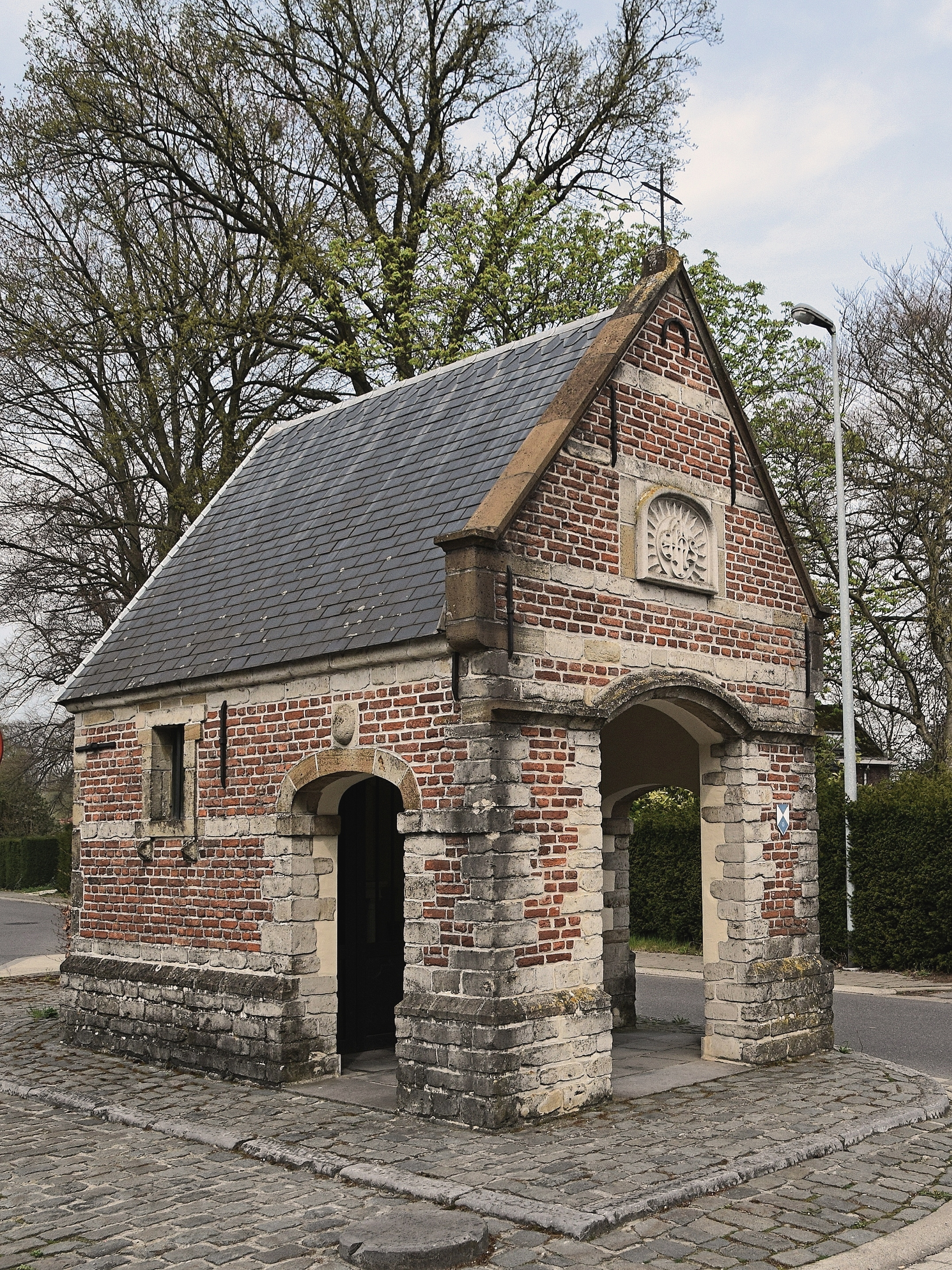
Sint-Salvatorkapel

De Sint-Salvatorkapel (ook: Molenkapel) is een kapel in de tot de Oost-Vlaamse gemeente Lebbeke behorende plaats Wieze, gelegen aan de Kapittelstraat.
De kapel is gelegen op een pleintje waar vier wegen samenkomen: de Kapittelstraat, de Kerkhofstraat, de Bovenhoek en de Aalstersestraat.

## Geschiedenis
Zeker vanaf 1480 tot 1872 stond een standerdmolen nabij deze kapel, en deze was eigendom van de heren van Wieze. In 1641 werd de Broederschap van de Zoeten naam Jezus gesticht en vermoedelijk is de kapel vanuit deze broederschap opgericht, waarschijnlijk in 1653. De kapel was een rustpunt tijdens de jaarlijkse Sacramentsprocessie. Hij raakte echter in verval en werd in 1975 met sloop bedreigd. In 1983-1984 werd de kapel echter herbouwd met gebruikmaking van het sloopmateriaal.

## Gebouw
De kapel is gebouwd in baksteen met gebruikmaking van zandsteen voor speklagen, hoekblokken en dergelijke. De kapel heeft een rechthoekige plattegrond met driezijdig afgesloten koor. In de voorgevel is een gevelsteen met het IHS-monogram. Aan de voorgevel is een portiek en de ingang is opzij.
Het interieur wordt overkluisd door een kruisgewelf. Het gepolychromeerd Sint-Salvatorbeeld is een in 1993 geplaatste kopie van een ouder beeld.